# لوول ۱۸۸۶
سیارک ۱۸۸۶ (به انگلیسی: 1886 Lowell، نامگذاری:1949MP) هزار و هشتصد و هشتاد و ششمین سیارک کشف شده‌است که در ۲۱ ژوئن ۱۹۴۹ کشف شد.
قدر مطلق سیارک برابر ۱۱٫۹۰ است.